# Rambler
Rambler fue una fábrica estadounidense de automóviles fundada en 1891 y cerrada en 1983. A principios del siglo XX la empresa fue vendida a Nash Motors, que producía modelos de alta calidad. Tras asociarse Nash con otro fabricante estadounidense, Hudson, en el año 1954 la marca Rambler pasó a formar parte de la Nash-Kelvinator y a su vez de la American Motors Corporation, que empleó el nombre para introducir en el mercado una gran cantidad de automóviles compactos.
En la Argentina, la marca se instaló en 1962 y estuvo a cargo de IKA durante diez años. Fue una de las primeras plantas en comercializar autos de serie, con elevalunas eléctricos y con aire acondicionado.
En México se empezaron a armar primero en 1957 y después se fabricaron y armaron bajo licencia desde 1960 hasta 1987, donde los produjo la compañía VAM hasta su liquidación.

## Historia

### (1890-1917)

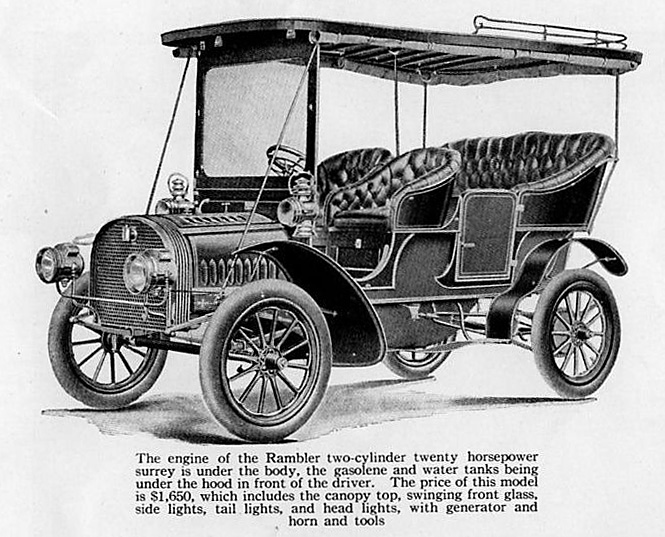
Rambler de 1905.

Thomas B. Jeffery, nacido en Inglaterra en 1845 y habiendo emigrado a Estados Unidos en 1879 contando con 18 años, inició una fábrica de bicicletas en sociedad con su amigo Phillip Gormully y a principios de los 1890 los productos salientes fueron denominados con marca Rambler. Desde 1895 a 1897, con ayuda de su hijo Charles, diseñó una gran cantidad de prototipos de automóviles. Luego del fallecimiento de su compañero, Jeffery vendió la empresa en 1900 y se dirigió a Kenosha, ubicada en Wisconsin, donde anteriormente se producían las reconocidas bicicletas Sterling.

Rambler 6HP Runabout 1903

Rambler 6 1/2HP Runabout 1903

Rambler 7HP Rear-entrance tonneau 1904

Al comienzo de 1902, “El padre del Rambler al mercado los modelos D (con toldo) y C (sin toldo), cotizados en u$S 750, respectivamente; que tuvo una razonable aceptación por parte de la gente, ya que el vehículo tenía un cilindro y 8 HP hallado debajo del asiento. Se convirtió en la segunda empresa junto con el Oldsmovile y el Ford en fabricar autos de serie. La planta Thomas B. Jeffery & Co. es colocada en segundo lugar nacional tras vender 1500 unidades. En 1904 se creó el Rambler E, con más potencia y costo, produciendo un gran crecimiento laboral como en sus competidores ya mencionados.
En 1910, y mientras tomaba unas vacaciones en Italia, Jeffery murió de un ataque al corazón a los 65 años, por lo que su hijo queda a cargo de la empresa y cuatro años después, decidió modificar el nombre de sus productos por Jeffery en honor a su padre. Por aquella época, el establecimiento tenía mucho éxito con los vehículos de cuatro cilindros, 231 pulgadas cúbicas y 40 HP, que reemplazaron a los viejos monocilíndricos (un cilindro).

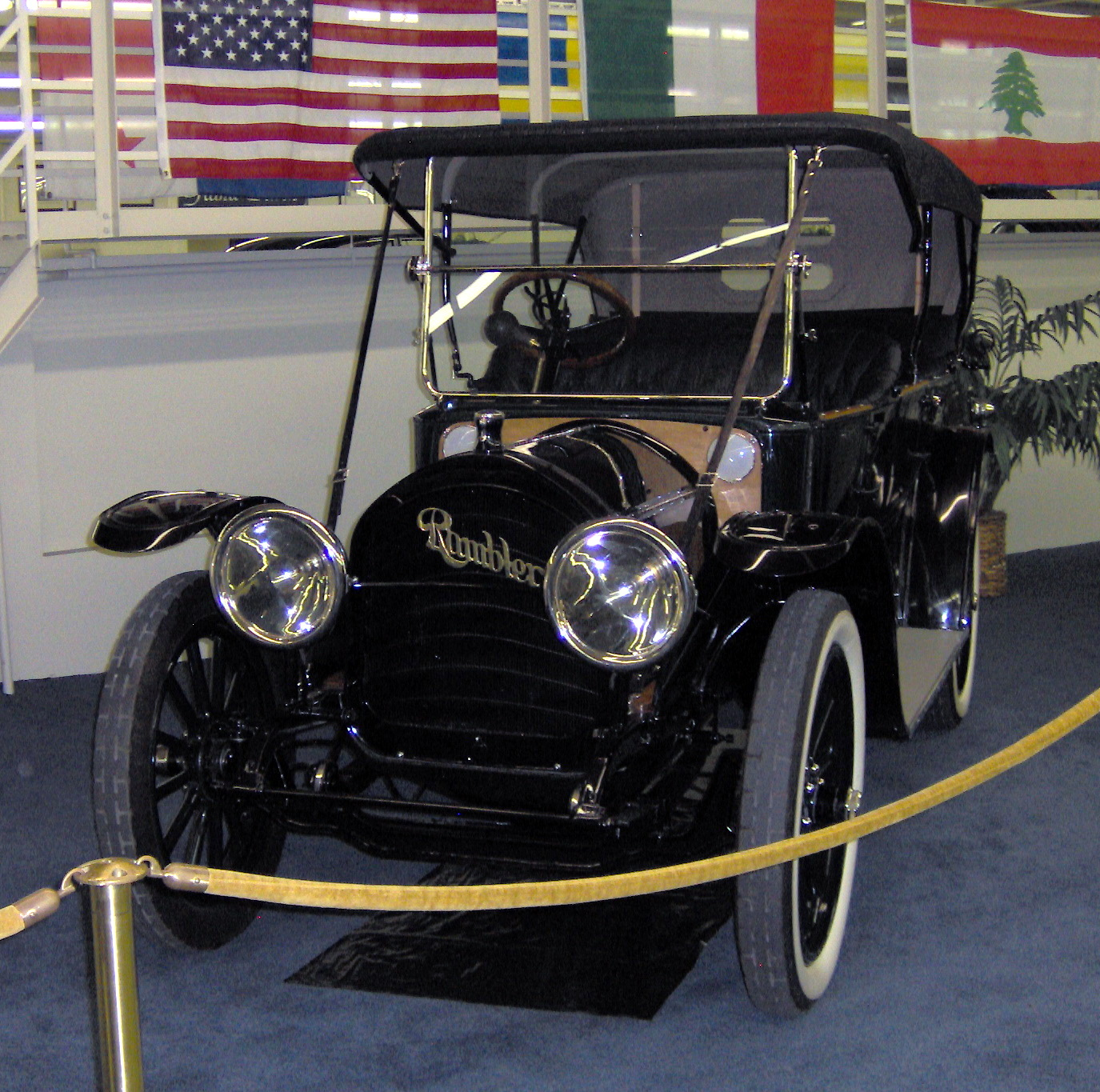
Rambler de 1913 en Las Vegas.

 A partir de 1912, comenzaron a producir los camiones Quad, con tracción en cuatro ruedas, que para 1913 llegaron a comerciar unas 5.000 unidades. Sin embargo, el mercado aumentaría al llegar 1914, con el comienzo de la Primera Guerra Mundial, gran conflicto que duró hasta 1918 y ocupó casi la mitad del planeta, provocando muertes y bajos económicos, culturales y humanos. En 1915, Charles Jeffery (1876-1935), viajó en el barco RMS Lusitania, que fue torpeado por un submarino alemán y fue hundido, pero pudo salvar su vida y convertirse en uno de los tantos sobrevivientes. Ese hecho, agravado por la salida del gerente de ventas Edward Jordan, provocó que en 1916 se vendiera la empresa a Charles W. Nash, que mantuvo una buena taquilla con autos de precio medio, integrando la categoría de los 10 mejores en ventas nacionales y distinguiéndose por privilegiar la calidad sobre el volumen de producción. Nash mantuvo el nombre de Rambler en los productos hasta 1917, para que luego en 1918 pudieran tener su nombre, incluso la empresa: Nash Motor Company.

### Fabricación de Rambler en los primeros años
| Año  | Producción |  | Año  | Producción |
| ---- | ---------- |  | ---- | ---------- |
| 1902 | 1500       |  | 1908 | 3597       |
| 1903 | 1350       |  | 1909 | 1692       |
| 1904 | 2342       |  | 1910 | 2500       |
| 1905 | 3807       |  | 1911 | 3000       |
| 1906 | 2765       |  | 1912 | 3550       |
| 1907 | 3201       |  | 1913 | 4435       |

En 1924 compró la vieja planta de la Mitchell Motor Car Company, y más adelante contrató a George Mason, presidente de la Kelvinator para sucederlo, produciéndose en 1937 una fusión entre ambas compañías, de la que surgió la Nash-Kelvinator.

### (1950-1969)

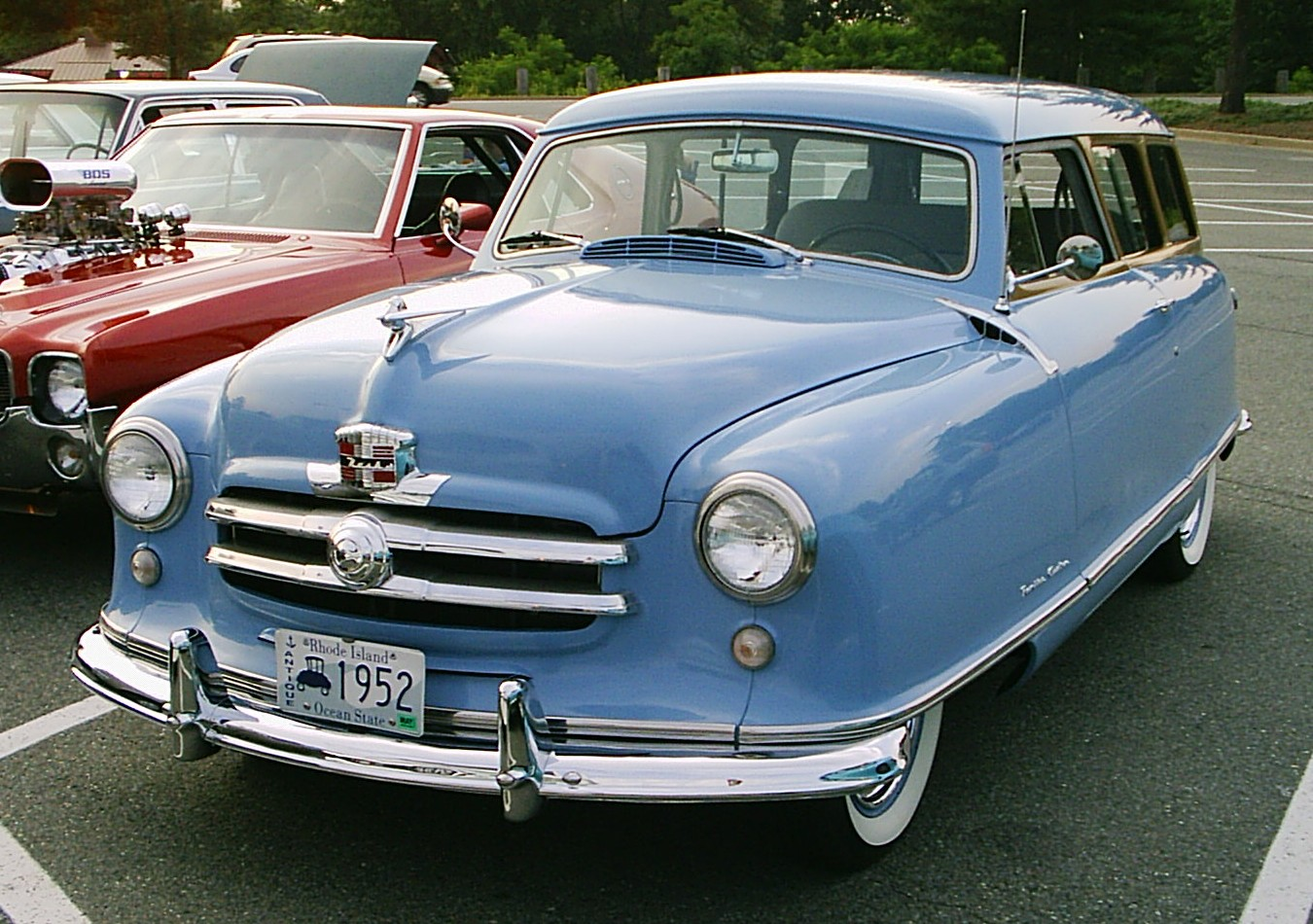
Nash Rambler Wagon de 1952.

A principios de la década de 1950 comenzaron a comerciarse los primeros autos compactos en Estados Unidos. Uno de ellos fue el Nash Rambler, considerado el primer compacto de la posguerra proveniente de Nash-Kelvinator Corporation (NKC). El establecimiento decidió recordar al Rambler, llamándolo así al vehículo. Inicialmente, el modelo era coupé y convertilble, continuando con uno estilo rural y un hardtop de dos puertas.
El vehículo, a pesar de un muy poco aceptable formato, fue aceptado por varias personas. Los modelos más pequeños de éste habían salido recién en 1951, teniendo seis cilindros y 85 HP, y ya en 1953, fueron rediseñados para mayor éxito. En 1954 apareció una versión cuatro puertas con la distancia entre ejes alargada, alcanzando las 108 pulgadas, provocando mayor cantidad de ventas y la bancarrota de competencias como Henry J., Aero-Willys y Hudson Jet. Ese mismo año ocurrió una fusión entre NKC con Hudson Motor Car Company para crear American Motors Corporation (AMC). Este hecho hizo, que para 1955, los modelos cambiaran el nombre por Hudson Rambler y en 1957 Rambler se convirtió oficialmente en marca eliminando el prefijo Hudson y/o Nash.

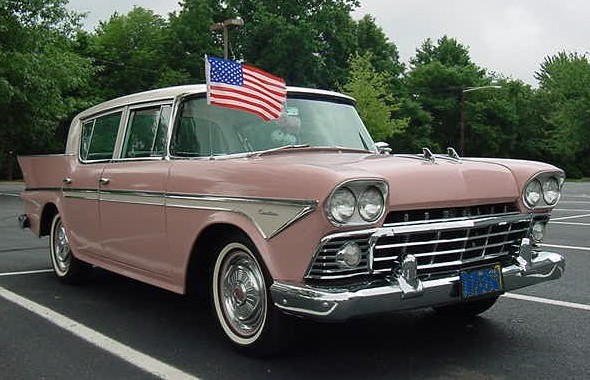
Rambler sedán de 1958.

En 1956 se renovó el auto, haciéndolo de mayor tamaño y quedando terceros en los mejores vendedores del mercado nacional en EE. UU. Aprovechando una leve recesión en la economía estadounidense, AMC decidió volver a producir el modelo 55` con algunas reformas mínimas, y en 1958 fue presentado como Rambler American. A fines de los 50`, se presentó el Rambler Ambassador con 117 pulgadas como distancia entre ejes.
La carrocería del American se renovó en el exterior en 1961 y completamente para 1964, haciendo mínimos cambios hasta 1969. A mediados de los años 1960 se presentó un motor de seis cilindros con ventajas como la cabeza de cilindros con puertos independientes y un cigüeñal con siete contrapesos para aumentar la calidad. En el desplazamiento equivalen 232 pulgadas cúbicas, y al año siguiente uno con 199 pgas. para reemplazar completamente a los seises. Desde 1961, el Rambler había tomado el nombre de Classic y para 1963, se renovó totalmente presentando algunas innovaciones tecnológicas como los “unisides”, los marcos de las puertas estampados en una sola pieza y los cristales laterales curvos. La recordada revista “Motor Trend” lo condecoró Auto del año. En 1966 se pudo notar el completo cambio en uno de los Rambler con forma más recta y faros redondos y se agrandó la carrocería del Classic (llamado Rabel) y del Ambassador. En 1968 los productos dejaron de utilizar el nombre Rambler y comenzaron a ser conocidos como AMC Rebel y AMC Ambassador. Solamente el American fue el único en contener el nombre original hasta 1969, cuando fue reemplazado por el nuevo modelo de Hornet.

## En Argentina

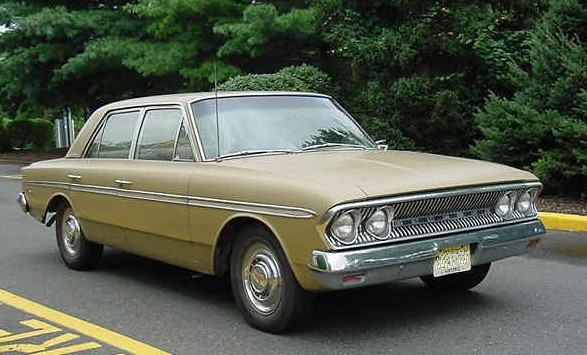
Rambler Classic 770 (1963) apodado Boca de pescado

En 1943 el empresario industrial norteamericano Henry J. Kaiser expresó su deseo de fabricar automóviles después de la Segunda Guerra Mundial, al igual que Joseph W. Frazer, presidente del directorio de Graham-Paige. En 1945 ambos se unieron y crearon en Estados Unidos la Kaiser Frazer Corporation, y comenzaron a comercializar vehículos en 1946 con los nombres de los fundadores de la empresa. En 1950 la gama de vehículos se amplió con la presentación del Henry J, un deportivo pequeño. Tuvieron un éxito aceptable en el mercado, llegando a 120.000 unidades de los modelos Kaiser y Frazer y 30.000 del Henry J.
Debido al pequeño movimiento de la empresa, no pudo competir con otras marcas y dejaron de producir el Frazer. En 1953 la planta adquirió la Willys Overland Motors Inc., que fabricaba jeeps y Aero Willys, Ace y Lark, llamándose entonces Kaiser Motors Corporation; pero debido a los grandes problemas financieros se dejó de hacer el Henry J.

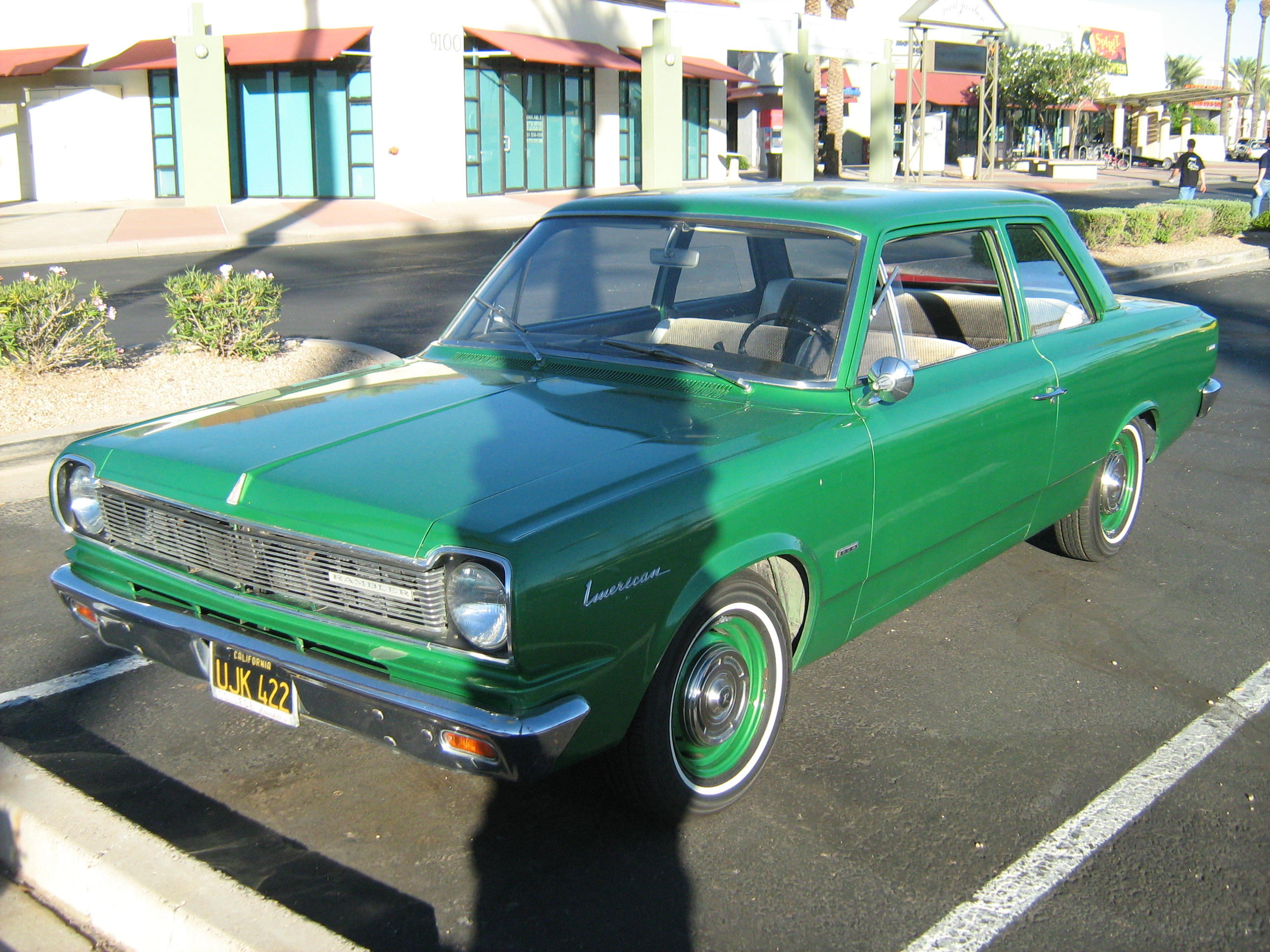
Rambler American 1960

Con el objetivo de obtener mayor éxito, en 1954 decidió radicarse en Argentina. Con 3.000 unidades anuales, aún había dificultades económicas, etc. Kaiser envió una propuesta al gobierno argentino que incluía la formación de una sociedad mixta integrada por la empresa estatal IAME, Kaiser Motors Corp. y el aporte de grupos privados argentinos quienes participarían a través de la compra de acciones por un total de 160 millones de pesos. El Estado entregaría también a la nueva sociedad créditos por valor de 200 millones de pesos y permisos de importación de automóviles por otros 40 millones. Aprobado por las autoridades mayores, en 1955 comenzó el funcionamiento de Industrias Kaiser Argentina (IKA), con un capital de 20 millones de dólares, del cual un 32% correspondía a las maquinarias y herramientas importadas de Estados Unidos. En aquella época, la empresa de Kaiser de EE. UU. (la mayor) cambió su nombre a Kaiser Industries Corporation, mientras que Willys Motors comenzó exclusivamente con la producción de los exitosos jeeps. A mediados de la década de 1950  se exportó varios Kaiser Manhattan, que fue la base del primer sedán argentino: el Kaiser Carabela (1958-1962).
En 1956 se produjeron 2.000 vehículos entre las versiones jeeps y pick-up. En 1957, con la entrada de la Estanciera (versión nacional del Willys Station Wagon) se llegaron a hacer 7000 unidades, y con la creación del Kaiser Carabela el mercado ascendió a 20.000 unidades anuales. En 1959 se alcanzó un acuerdo con Régie Nationale des Usines Renault para producir automóviles Renault. En 1960 apareció el Kaiser Bergantín, que sería el último en llevar ese primer nombre. 

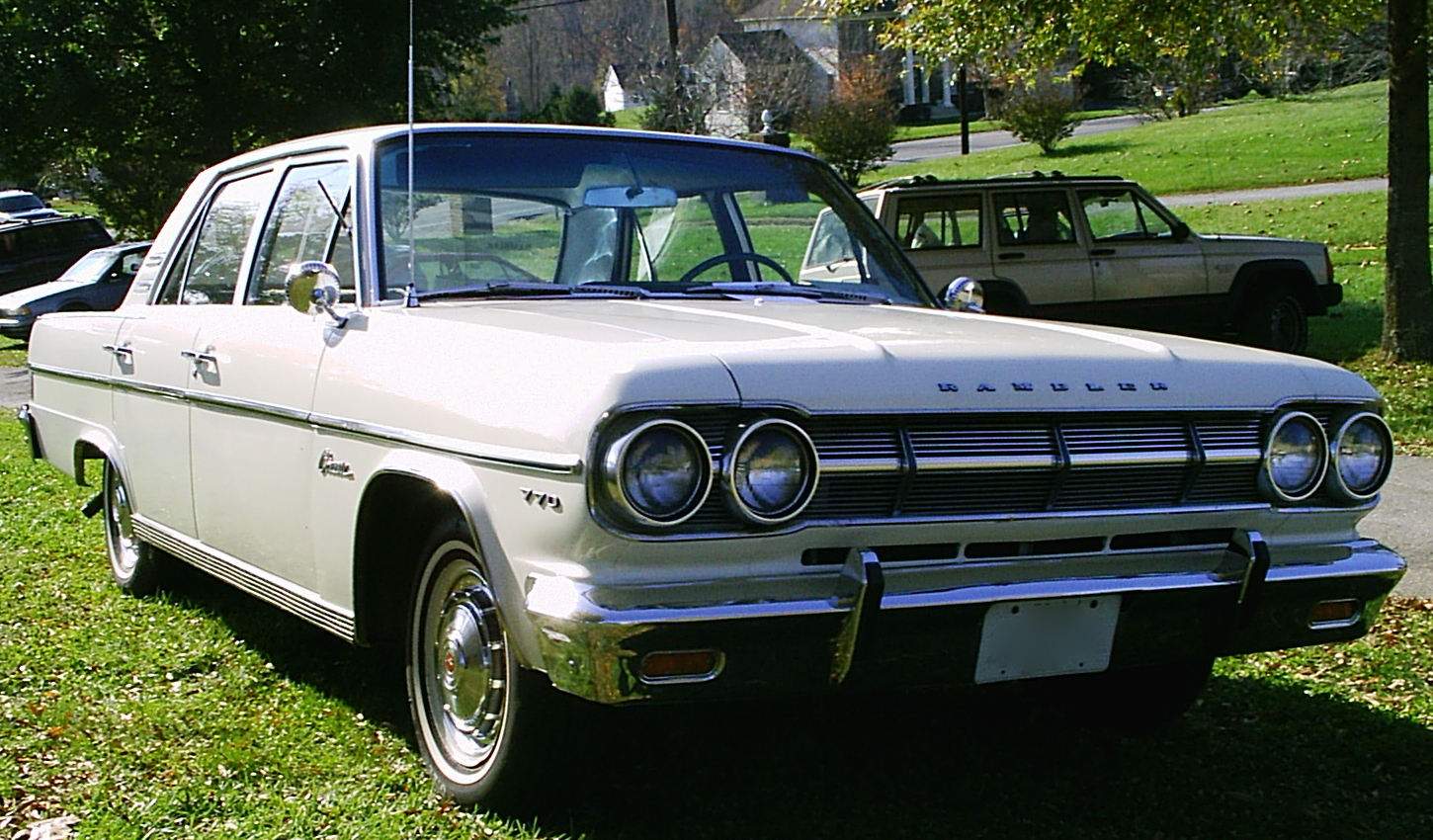
Rambler Classic 770 de 1965.

En 1961, gracias a un trato con American Motors, IKA pudo importar la línea Rambler desde 1962 de Estados Unidos. De esa manera IKA, presidida desde sus comienzos por James Mc Cloud, produjo la gama más completa de automóviles y utilitarios de Argentina y encabezó cómodamente el mercado local con una participación del 30%. En 1964 Argentina pudo fabricar los Rambler, aunque los componentes eran exportados de EE. UU. y Sudáfrica, integrando la línea el Ambassador 990, el Classic Custom 660, el Classic de Luxe 550 y la rural Classic Cross-Country 660, que eran un adelanto para la época, ya que traían aire acondicionado (opcional en 1965 y de fábrica a partir del 67`), dirección hidráulica, trabas en los vidrios traseros y levanta vidrios eléctricos en las cuatro puertas. En 1966, irrumpió el Torino, el modelo más exitoso de la compañía y uno de los taquilleros en la industria automotríz. En 1967, Régie Nationale des Usines Renault se convirtió en un socio mayoritario de la sociedad y se encargó de la dirección administrativa, por lo que la empresa fue llamada IKA-Renault (en 1975 se constituyó Renault Argentina S.A.). En 1968, los Rambler traían caja de cambios con tres velocidades, pero cuando fue asociada con Renault, tuvieron cuatro cambios y palanca al volante. A partir del año mencionado, comenzaron a contener un motor Tornado-Jet, el primero de fabricación argentina. Poseía seis cilindros en línea de 3.770 cm³ y 145 CV y con árbol de levas a la cabeza, que solo era usado por autos de competición como el Alfa Romeo o BMW. El cierre de la producción del Classic y del Cross Country ocurrió en 1971, aunque por pedido hasta 1972, mientras que el Ambassador desde 1972 a 1975 (cuando se dejó de fabricar) fue muy utilizado como auto presidencial.
Entre otras características, los Rambler nacionales tenían una capacidad de cargar 70 litros de nafta común como combustible, hallándose un sistema de Carburador Carter y como generador eléctrico el Dínamo 12 V, 35 A o el Alternador 12 V, 38 A. Los frenos son Tambor-Tambor y la tracción trasera. En la refrigeración con agua, alcanzaban hasta 11, 5 litros.

### Modelos fabricados en Argentina

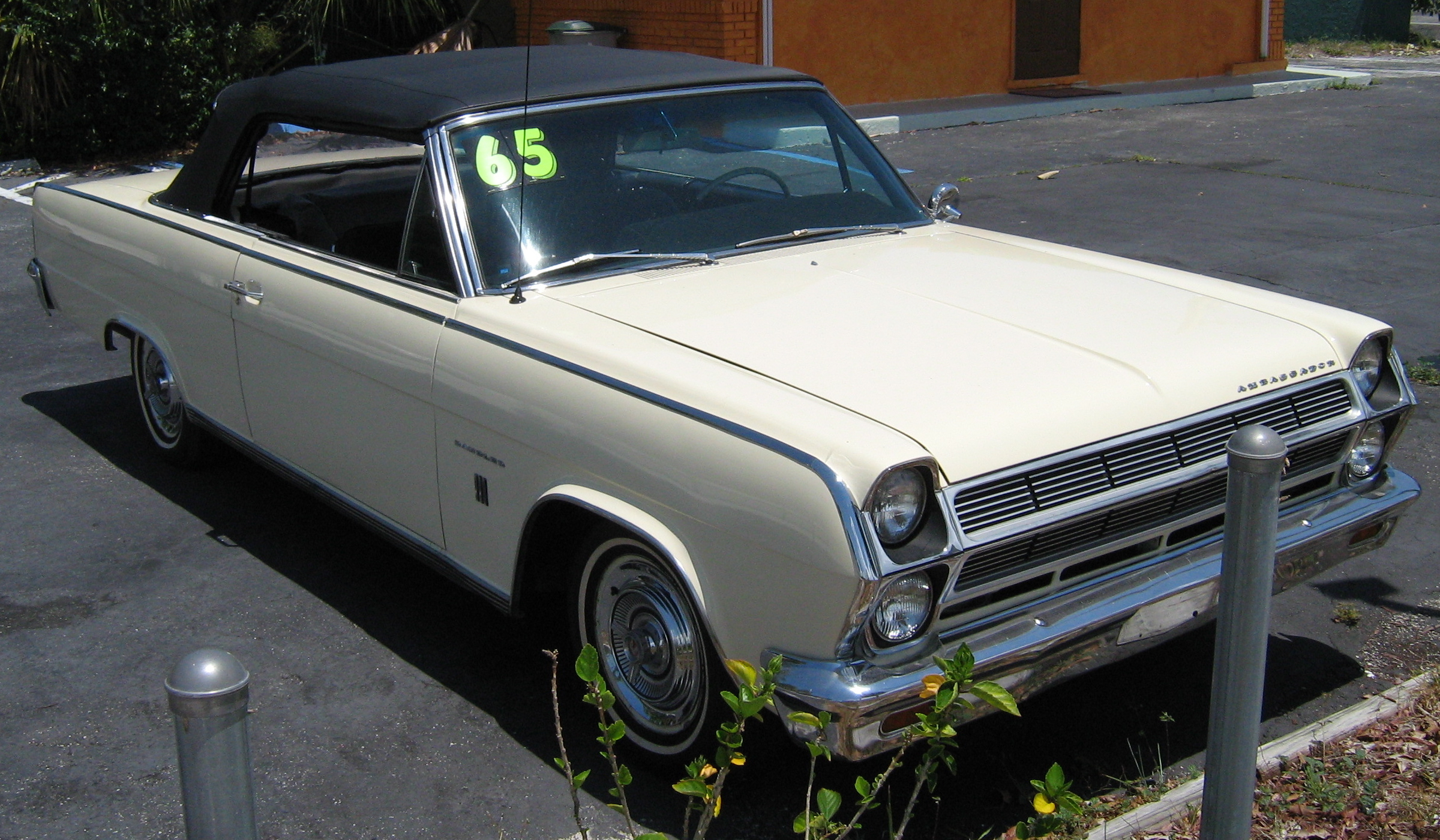
Rambler Ambassador de 1965.

- Rambler Classic Custom (1962-1963) - 7.604 unidades -
- Rambler CClassic Custom De Luxe (1962-1963) - 1.486 unidades -
- Rambler Ambassador 400 (1962-1963) - 2.348 unidades -

- Rambler Classic Custom 660 (1963-1964) - 9.010 unidades -
- Rambler Classic De Luxe 550 (1963-1964) - 4.530 unidades -
- Rambler Ambassador 990 (1963-1964) - 2.587 unidades -

- Rambler Classic De Luxe (1965-1967) - 6.195 unidades -
- Rambler Classic Custom Tornado (1965-1971) - 12.171 unidades -
- Rambler Ambassador 990 Tornado (1965-1975) - 7.093 unidades -

- Rambler Cross Country (1962-1963) - 5.003 unidades -
- Rambler Cross Country 660 (1963-1964) - 3.929 unidades -
- Rambler Cross Country 660 Tornado (1965-1972) - 7.867 unidades -
- Rambler Cross Country Ambassador (1965-1968) - 321 unidades -

## En México

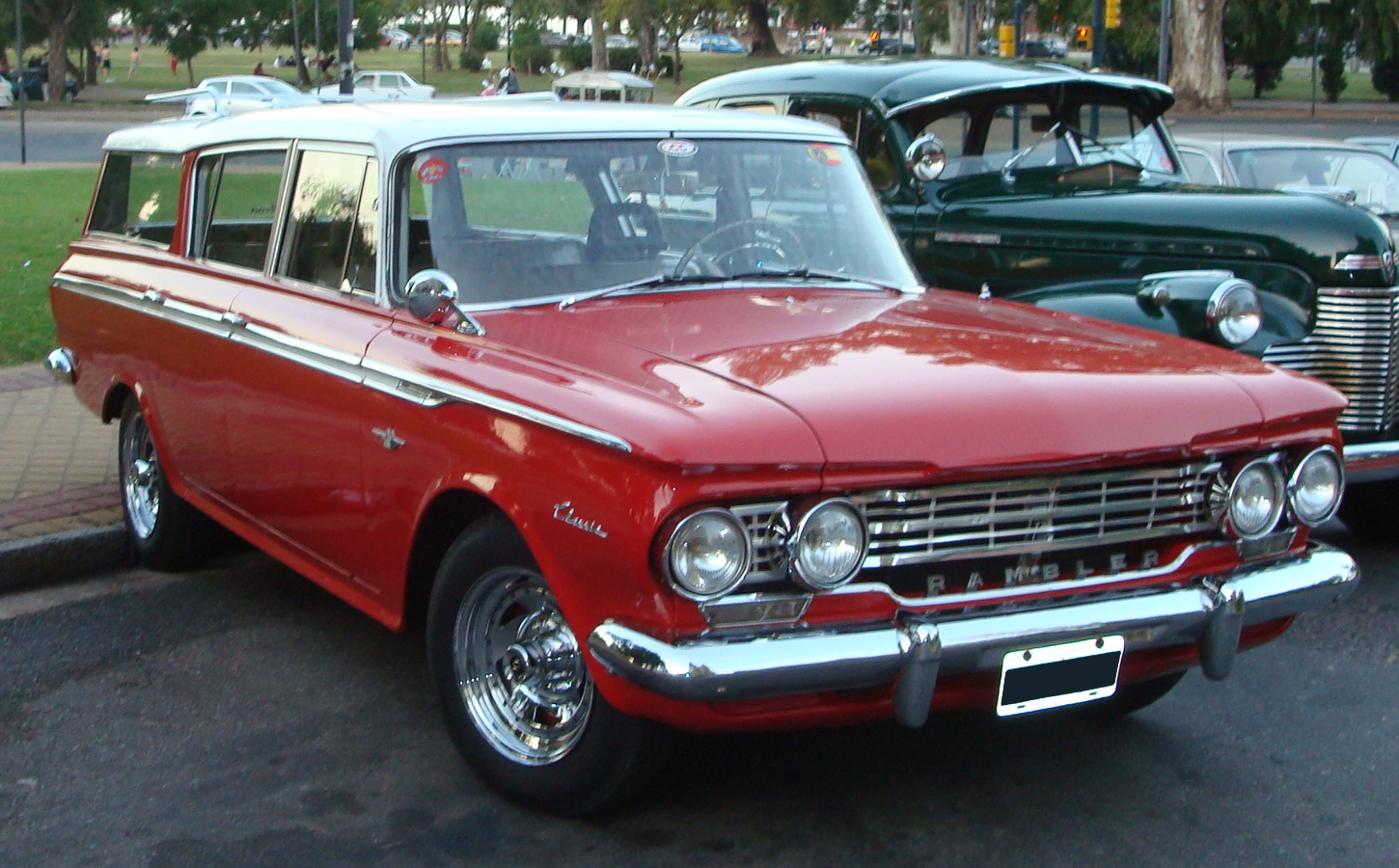
Rambler Cross Country de principios de los años 1960.

Después de la Segunda Guerra Mundial, la empresa Armadora Mexicana Vehículos Automotores Mexicanos, ubicada en la delegación Gustavo A. Madero en la colonia industrial Vallejo, al norte de la Ciudad de México, se convirtió en la representante de NKC para la construcción y el ensamble de los vehículos. Los pequeños modelos de Rambler fueron un fracaso en aquel país, provocando el abandono de la empresa en 1957. Tiempo después, se convirtió en una de las mejores distribuidoras de General Motors.
Estando fuera del mercado, AMC decidió organizar la importación directa de los productos Rambler en 1958. Luego, la ya mencionada planta de VAM realizó un acuerdo con REO, un establecimiento de Monterrey, México y encargada desde 1949 de la producción completa de los camiones que llevan el mismo nombre. En 1959 el principal distribuidor fue Nip Morris, en el Paseo de la Reforma en la Ciudad de México. En 1958 solo se vendieron 171 unidades por lo que en 1959 provocó un cierre en la relación de AMC con REO, con lo que en 1960 se llegó a un acuerdo con Willys Mexicana (WM), AMC y VAM en junio de ese mismo año empezó el ensamblaje , fabricación bajo licencia y la comercialización en la planta de Vallejo de VAM con 26 concesionarios y 322 unidades de distribución en el mercado.
A pesar de que en varios países se dejó de utilizar el nombre de Rambler en 1975, VAM en México los continuó produciendo hasta 1987 en la planta ya dicha y en la de Lerma, alcanzando las 272,366 unidades.